# Подгорє-при-Пишецах
Подгорє-при-Пишецах (словен. Podgorje pri Pišecah) — поселення в общині Брежиці, Споднєпосавський регіон, Словенія. Висота над рівнем моря: 180,7 м.